# Essex Fells
Essex Fells ist ein Ort im Essex County, New Jersey, USA. Das U.S. Census Bureau ermittelte bei der Volkszählung 2020 eine Einwohnerzahl von 2244.

## Geographie
Nach dem United States Census Bureau hat die Stadt eine Gesamtfläche von 3,7 km², wobei keine Wasserflächen miteinberechnet sind.

## Demographie
Nach der Volkszählung von 2000 gibt es 2.162 Menschen, 737 Haushalte und 605 Familien in der Stadt. Die Bevölkerungsdichte beträgt 592,0 Einwohner pro km². 96,95 % der Bevölkerung sind Weiße, 0,46 % Afroamerikaner, 0,19 % amerikanische Ureinwohner, 1,02 % Asiaten, 0,00 % pazifische Insulaner, 0,14 % anderer Herkunft und 1,25 % Mischlinge. 1,20 % sind Latinos unterschiedlicher Abstammung.
Von den 737 Haushalten haben 40,0 % Kinder unter 18 Jahre. 75,3 % davon sind verheiratete, zusammenlebende Paare, 5,3 % sind alleinerziehende Mütter, 17,9 % sind keine Familien, 15,1 % bestehen aus Singlehaushalten und in 8,4 % Menschen sind älter als 65. Die Durchschnittshaushaltsgröße beträgt 2,93, die Durchschnittsfamiliengröße 3,28.
29,7 % der Bevölkerung sind unter 18 Jahre alt, 3,6 % zwischen 18 und 24, 24,5 % zwischen 25 und 44, 27,5 % zwischen 45 und 64, 14,7 % älter als 65. Das Durchschnittsalter beträgt 40 Jahre. Das Verhältnis Frauen zu Männer beträgt 100:96,9, für Menschen älter als 18 Jahre beträgt das Verhältnis 100:94,6.
Das jährliche Durchschnittseinkommen der Haushalte beträgt 148.173 USD, das Durchschnittseinkommen der Familien 175.000 USD. Männer haben ein Durchschnittseinkommen von 100.000 USD, Frauen 52.266 USD. Der Prokopfeinkommen der Stadt beträgt 77.434 USD. 1,1 % der Bevölkerung und 0,3 % der Familien leben unterhalb der Armutsgrenze, davon sind 0,9 % Kinder oder Jugendliche jünger als 18 Jahre und 0,6 % der Menschen sind älter als 65.